# Extreme Noise Terror
Extreme Noise Terror — британская краст-панк/грайндкор/дэт-метал группа, сформировавшаяся в 1985 году в городе Ипсуич. Группа является одной из наиболее влиятельных ранних грайндкор-групп, наряду с коллективами Napalm Death, Carcass, Repulsion и Terrorizer. Также группа является пионером жанра крастграйнд — жанром, близком к грайндкору по скорости и технике исполнения, но со структурой краст-панка.

## История
Группа начала свою деятельность как хардкор-панк группа, и одна из первых панк-групп стала использовать двух вокалистов одновременно. Первым релизом группы стал в 1986 году сплит Extreme Noise Terror/Chaos UK с анархо-панк группой Chaos UK. Бессменным вокалистом группы является Дэн Джонс, единственный участник группы, который оставался в ней всё время её существования, второй вокалист на протяжении истории группы постоянно менялся.
В 1987 году в группу пришёл барабанщик группы Napalm Death Мик Харрис. Несмотря на непродолжительное пребывание в её составе, он заметно повлиял на её стиль, в результате чего группа приблизилась к грайндкору, пионером жанра которого Мик Харрис являлся. Выпущенный дебютный полноформатный альбом группы A Holocaust in Your Head получил высокие отзывы критиков, в котором сочеталась «неукротимая мощь грайндкора в сочетании с краст-панк структурой».
Следующий студийный альбом, Retro-Bution стал результатом издания ранних песен группы, которые также были выдержаны в жанре крастграйнд. Далее в состав группы пришёл вокалист группы Napalm Death Марк «Барни» Гринуэй, с которым был выпущен альбом Damage 381, на котором прослеживалось приближение звучания группы к дэт-металу от краст-панка. Последующая смена состава привела к приходу нового вокалиста в группу — Адама Катчропа, под руководством которого был записан новый альбом Being and Nothing. На нём был завершен переход к брутальному дэт-металу, и отход от грайндкора.
Последний альбом группы, Law of Retaliation, был вновь записан при участии Мика Харриса, который после 20-летнего периода отсутствия вернулся на непродолжительное время в группу. На нём произошёл возврат группы к истокам творчества, и альбом был выдержан в жанре крастграйнд, правда с заметным металлическим влиянием.

## Участники

### Действующие
- Дэн Джонс (вокал, 1985-н.в)
- Джон Лоуглин (вокал, 2012-н.в)
- Олли Джонс (гитара, 2002-н.в)
- Энди Моррис (бас, 2012-н.в)
- Барни Монгер (барабаны, 2011-н.в)
- 'Вуди' Вуудфайлд («живая» гитара-2012-н.в)

### Бывшие участники
- Спит (вокал, 1989)
- Марк «Барни» Гринуэй (вокал, 1996—1997)
- Адам Катчроп (вокал, 2000—2006)
- Джос Курт (вокал)
- Фил Вэйн (вокал, 1985—1996, 1997—1999, 2006—2011) (умер)
- Роман Матузевски (вокал, 2011—2012)
- Пит Харели (гитара, 1985—1995) (умер)
- Гиан Пирес (гитара)
- Али Фироузбакхт (Al Todd) (гитара, 1995—2005)
- Джерри Клай (бас, 1985—1988)
- Марк Гарденер (бас, 1988—1988)
- Питер (Злая судьба) Наш (бас, 1988—1989)
- Марк Баритей (бас, 1990—1994)
- Ли Барретт (бас, 1994—1997)
- Манни Куук (бас, 1997—2001)
- Стаффорд Гловер (бас, 2001—2012)
- 'Чино' Крис (гитара, 2010—2012/ бас 2012)
- Дарен "Истребитель поросят" Олли (барабаны, 1985—1987, 1993—1995)
- Мик Харрис (барабаны, 1987—1988, 2008)
- Тони «Стик» Диккенс (барабаны, 1988—1993)
- Виллиам A. «Was» Саргинсон (барабаны, 1995—1997)
- Михаэль Ноурихам (барабаны, 2007—2010)
- Заг О`Нейль (барабаны,2007-2011)

## Дискография

### Полноформатные альбомы
- A Holocaust in Your Head (1989)
- Retro-bution (1995)
- Damage 381 (1997)
- Being and Nothing (2001)
- Law of Retaliation (2008)
- Extreme Noise Terror (2015)

### Сплиты
- Extreme Noise Terror/ Chaos UK (Radioactive Earslaughter) (1986)
- In It for Life (1989)
- Discharged: From Home Front to War Front (1991)
- Extreme Noise Terror / Driller Killer (2007)
- Extreme Noise Terror / Trap Them (2008)
- Extreme Noise Terror / Cock E.S.P. (2009)
- Hardcore Attack of the Low Life Dogs (2010)
- Extreme Noise Terror / The Dwarves (2016)
- Daily Holocaust (2017)

### Мини-альбомы
- The Peel Sessions (1987)
- Phonophobia (1992)
- Hatred and the Filth (2004)
- Chained and Crazed (2015)

### Концертные альбомы
- Are You That Desperate? (1989)
- The Peel Sessions '87-'90 (1990)
- The Split Noiz Live EP (1990)
- Live & Loud (1990)

### Сборники
- Back to the Roots (2008)

### DVD
- From One Extreme to Another (2003)